# Нонкоринг
Нонкоринг (от англ. noncoring (non-core-using): непрофильное использование, управление непрофильной деятельностью) — процесс передачи управления непрофильного участка работы сторонней организации, которая берет на себя выполнение поставленных задач и несёт полную ответственность за результаты своей деятельности.

## История развития нонкоринга
В процессе разработки новых решений по оптимизации бизнес-процессов организаций аутсорсинговые компании предложили новую управленческую технологию для автоматизации и развития бизнеса под названием «нонкоринг».
Нонкоринговые компании стали предлагать организациям взять на себя значительную часть технических и организационных вопросов, выдавая готовый продукт заказчику, полностью отвечая за результат своей работы.

## Отличие нонкоринга от аутсорсинга
Применяя аутсорсинг, заказчик должен вести постоянный контроль за бизнес-процессами, которые передаются для выполнения подрядной организации. В нонкоринге же главной задачей является передача целого участка непрофильного производственного процесса компании в эффективное управление, что избавляет заказчика от необходимости контролировать его постоянно. При нонкоринге исполнителю определяют цель, задачи и получают готовый результат, чем избавляют заказчика от выполнения непрофильных однотипных процессов.
Кардинальное отличие нонкоринга от аутсорсинга состоит в том, что исполнитель принимает всю ответственность за результат работы на себя. Заказчик же, заключив договор с исполнителем, освобождается от необходимости постоянно отслеживать ход выполнения работ на соответствующем участке, в то время как исполнитель своими ресурсами достигает результата. Тем самым клиент получает временные ресурсы для активного развития своего бизнеса.

## Сферы деятельности
- Производство — обеспечение эксплуатации зданий, персонал.
- Строительство — обеспечение всем необходимым строительных площадок (инструменты, производство, чистота, охрана, персонал и др.)[6].
- Склады и Логистика — заказ стеллажей, обрешётки, обеспечение и эксплуатация склада, транспортировка, персонал[7].
- Ритейл — эксплуатация зданий, клининг, эксплуатация стеллажей, персонал[8].
- Общепит, фастфуд, рестораны — эксплуатация помещений, подбор и работа с персоналом, обеспечение[9].
- Клининг — обеспечение персоналом, спецтехникой и уборочными средствами[10].

## Преимущества использования
- Единый исполнитель (подрядчик) по оказанию комплекса различных услуг.
- Возможность заниматься развитием бизнеса.
- Аккредитив (страхование рисков) на сумму оказываемых услуг.
- Экономия средств.
- Оптимизация бизнеса.
- Отсутствие ответственности перед проверяющими органами.

В результате привлечения единого оператора для выполнения участка непрофильных бизнес-процессов владелец предприятия не только экономит свои средства, но и получает оптимизацию бизнеса и освобождает время для работы над стратегическими задачами компании по основному профилю деятельности.

## Недостатки использования
- Необходимость адаптации структуры компании к работе по нонкорингу.
- Риск срыва сроков по переданным бизнес-процессам.